# Ropalidia unidentata
Ropalidia unidentata är en getingart som beskrevs av Giordani Soika 1981. Ropalidia unidentata ingår i släktet Ropalidia och familjen getingar. Inga underarter finns listade i Catalogue of Life.